# Méduse (Le Caravage)
Vous lisez un « article de qualité » labellisé en 2015.  Il fait partie d'un « thème de qualité ».
Pour les articles homonymes, voir Méduse.
Méduse (ou Medusa dans sa version italienne d'origine) est le titre donné à deux peintures à l'huile sur toile de lin du peintre lombard Caravage, l'une exécutée vers 1597, puis en 1597 ou 1598 pour la seconde version. Ces œuvres sont montées sur des boucliers de parade en bois de peuplier.
La seconde version, qui est la plus connue et la seule exposée publiquement, est conservée au musée des Offices à Florence, en Italie ; commandée par le cardinal Del Monte, elle était destinée au grand-duc de Toscane Ferdinand Ier de Médicis. L'authenticité et l'antériorité de l'autre version, dite « Méduse Murtola », dont le destinataire initial est inconnu et qui est désormais dans une collection privée, ne sont établies qu'au début du XXIe siècle grâce au progrès des analyses scientifiques et notamment des techniques d'imagerie.
Cette œuvre très célèbre est remarquable à la fois par le traitement du sujet et la force d'expression dont elle témoigne, mais aussi par la technicité qu'exige la réalisation d'un portrait sur la surface convexe d'un bouclier — ainsi que sa copie à l'identique sur un second bouclier de plus grandes dimensions. À travers le thème mythologique classique de Méduse décapitée par Persée, et sans doute sous l'influence du cardinal Del Monte, son mécène et protecteur, Caravage explore des sujets qui sont révélateurs de l'esprit et de la culture du XVIe siècle.

## Contexte
Dans les toutes dernières années du XVIe siècle, Caravage bénéficie de la protection, des commandes et des conseils du cardinal Francesco Maria del Monte, homme de culture et grand collectionneur d'antiquités. Sous cette influence, il fait évoluer son répertoire vers des thèmes classiques et produit une série de tableaux d'inspiration mythologique comme Bacchus ou Narcisse (v. 1597) ; sa Méduse s'inscrit pleinement dans cette série. L'attribution de l’œuvre à Caravage est incontestée, ce qui est assez peu courant pour cet artiste ; en revanche, la datation reste encore l'objet de quelques débats.
Le support du bouclier de parade (ou « rondache de parement », selon la terminologie du XVIIe siècle) est inhabituel pour Caravage, qui ne l'exploite d'ailleurs que pour ces deux exemplaires de la Méduse ; toutefois, le thème de Méduse et de son pouvoir apotropaïque revient en vogue à l'époque de la Renaissance, et illustre souvent boucliers ou armures de combat au XVIe siècle,. La famille Médicis est friande du thème médusien, et réunit dans sa collection bon nombre d’œuvres d'art qui en exploitent l'iconographie. D'ailleurs, Giorgio Vasari fournit la description d'une œuvre de jeunesse de Léonard de Vinci, disparue depuis 1587 mais ayant appartenu à la collection de Ferdinand de Médicis, représentant une effrayante Méduse peinte sur un panneau de bois rond ; il est fort possible que le cardinal Del Monte pense à cette œuvre lorsqu'il passe la commande du bouclier à Caravage,. Mina Gregori évoque à ce sujet « une inspiration léonardesque manifeste », sans qu'il soit certain qu'elle se fasse par l'entremise de Del Monte ou qu'elle provienne de la culture personnelle de Caravage. Dans l'hypothèse où il se serait inspiré en effet de cette œuvre, Caravage ne reprend pas le feu et la fumée que le maître toscan y avait intégrés mais exploite à sa suite toute la force de l'expression du visage, yeux exorbités et bouche béante.
Cette hypothèse d'un lien explicite avec des sources anciennes ainsi qu'avec le travail de Vinci est fortement défendue par le chercheur John Varriano, qui rappelle tout d'abord l'existence d'une célèbre coupe (ou phiale) grecque ancienne en agate sardonix dite Tasse Farnèse, ornée notamment d'une effroyable tête de Gorgone. Après être passée de main en main entre Rome et Florence pendant la Renaissance, la Tasse Farnèse est acquise en 1471 par Laurent de Médicis qui la considère comme une pièce maîtresse de sa collection ; Léonard de Vinci, qui travaille alors à Florence, s'en inspire pour réaliser un tableau inachevé d'une tête de Méduse qui intègre plus tard la collection de Cosme Ier, grand-duc de Toscane. Il est dès lors probable que Caravage voie là l'occasion de se mesurer au maître toscan en traitant ce même thème ; l'hypothèse est renforcée par le fait que sa Méduse est destinée à être offerte au propre fils de Cosme Ier, le grand-duc Ferdinand.
Parmi d'autres exemples, Benvenuto Cellini crée au milieu du XVIe siècle un bronze monumental montrant Persée brandissant la tête de Méduse. Plus proche du style et de l'époque de Caravage, une autre œuvre montre que le thème de Méduse est resté courant : Annibale Carrache le traite sur une fresque réalisée au palais Farnèse en 1595-1596.
| coupe ronde en pierre sculptée représentant la tête de Méduse. | Statue en bronze d'un homme nu et casqué tenant un épée d'une main, et la tête de Méduse de l'autre. | Scène de bataille : un soldat nu au centre brandit la tête de Méduse face à des adversaires en armes, changés en pierre. |

## Deux versions de la même œuvre

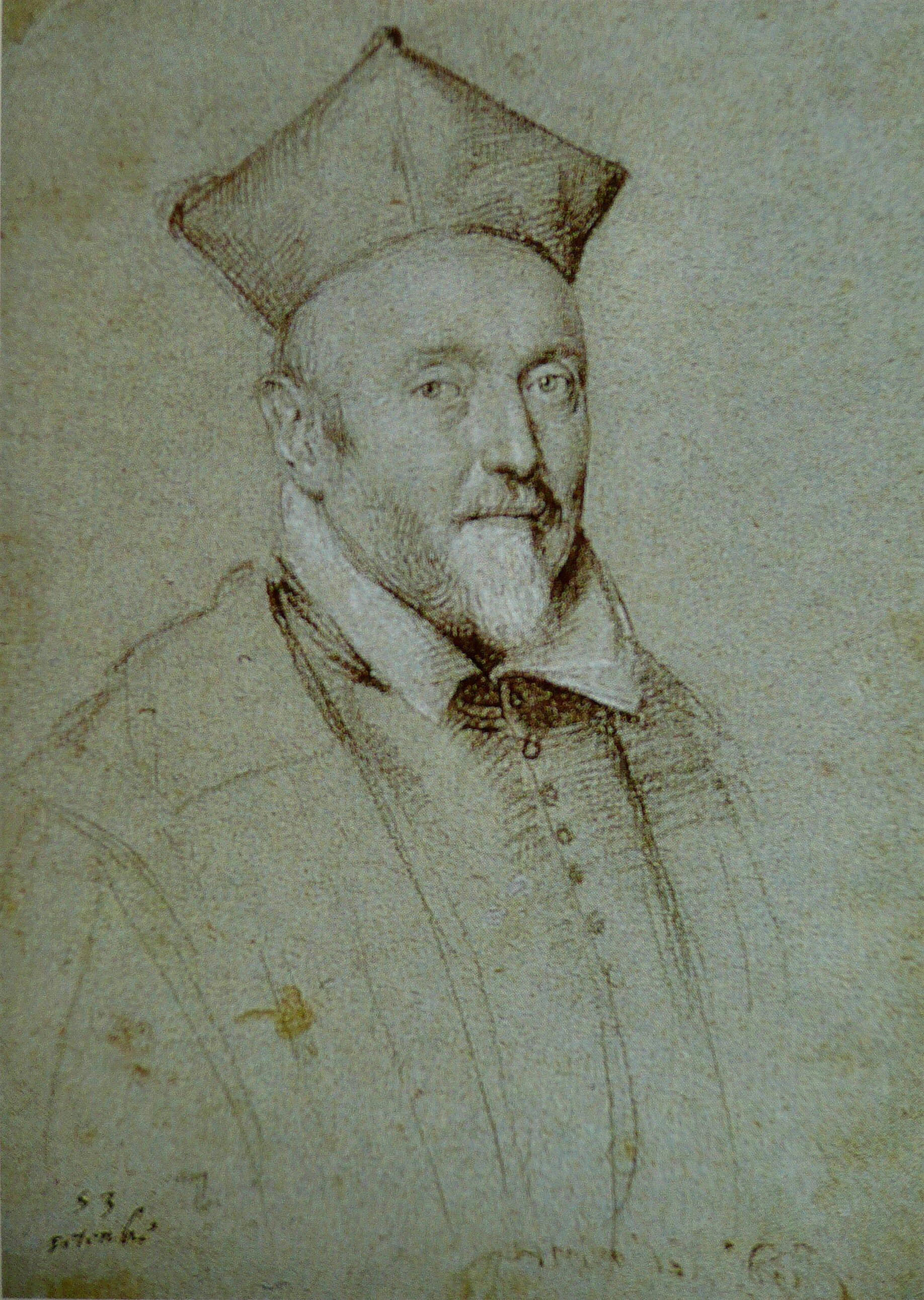
Le cardinal Del Monte, protecteur de Caravage, commanditaire de la Méduse de Florence et peut-être également de la Méduse Murtola. Portrait à la craie d'Ottavio Leoni, 1616 (Ringling Museum of Art, Floride).

### Description
Il est établi au début des années 2000 que la Méduse (également nommée Tête de Méduse) est exécutée de façon très similaire par Caravage sur deux rondaches. La version la plus connue, qui est exposée à Florence, est à considérer comme la seconde version ; la Méduse dite « Murtola », redécouverte dans les années 1990 et qui appartient à une collection privée, constitue la version originale. Il s'agit toutefois de deux versions très similaires, l'artiste ayant visiblement cherché à reproduire sur le second bouclier (destiné au grand-duc de Toscane Ferdinand Ier de Médicis) ce à quoi il était parvenu sur le premier, dont le destinataire n'est pas connu.
L’œuvre traite le thème mythologique de la Méduse, déjà employé par Ovide dans le livre IV de ses Métamorphoses, qui est l'un des textes latins les plus employés par Caravage. Méduse est l'une des trois Gorgones, et la seule mortelle parmi ces terribles sœurs ; son regard a le pouvoir de pétrifier quiconque la regarde en face. Grâce au bouclier que Minerve lui a fourni pour la combattre — ce bouclier ayant une face dorée qui peut être employée comme un miroir pour éviter le regard direct mortel de Méduse —, Persée parvient à tuer Méduse en la décapitant, puis il emploie sa tête comme une arme pour sauver Andromède.
La tête de Méduse de Caravage orne un véritable bouclier de parade en bois, donc une surface convexe dont la circonférence est dénivelée de 15 cm par rapport au centre. Méduse vient d'être décapitée, la tête tranchée par Persée : de façon typique, Caravage privilégie l'action instantanée, le hic et nunc du geste meurtrier de Persée. Le sang coule et l'image est conforme à l'iconographie traditionnelle du sujet avec ses cheveux en serpents agités et sa bouche ouverte, les yeux révulsés, les sourcils froncés. Avec ces serpents dressés, Caravage parvient à un effet de trompe-l’œil saisissant : la surface semble bouger alors que le sang est déjà figé. Les serpents sont des représentations de vipères communes, de la sous-espèce Vipera aspis francisciredi courante en Italie ; il est possible que Caravage les peigne d'après nature, mais il a aussi pu consulter les planches scientifiques de Jacopo Ligozzi dont le cardinal Del Monte détenait des copies. Dans le projet de l'artiste, la tête de Méduse n'est pas présentée à la verticale mais elle est orientée selon un angle d'une quinzaine de degrés vers la droite : cette orientation voulue est confirmée par le positionnement initial des poignées destinées à saisir le bouclier.

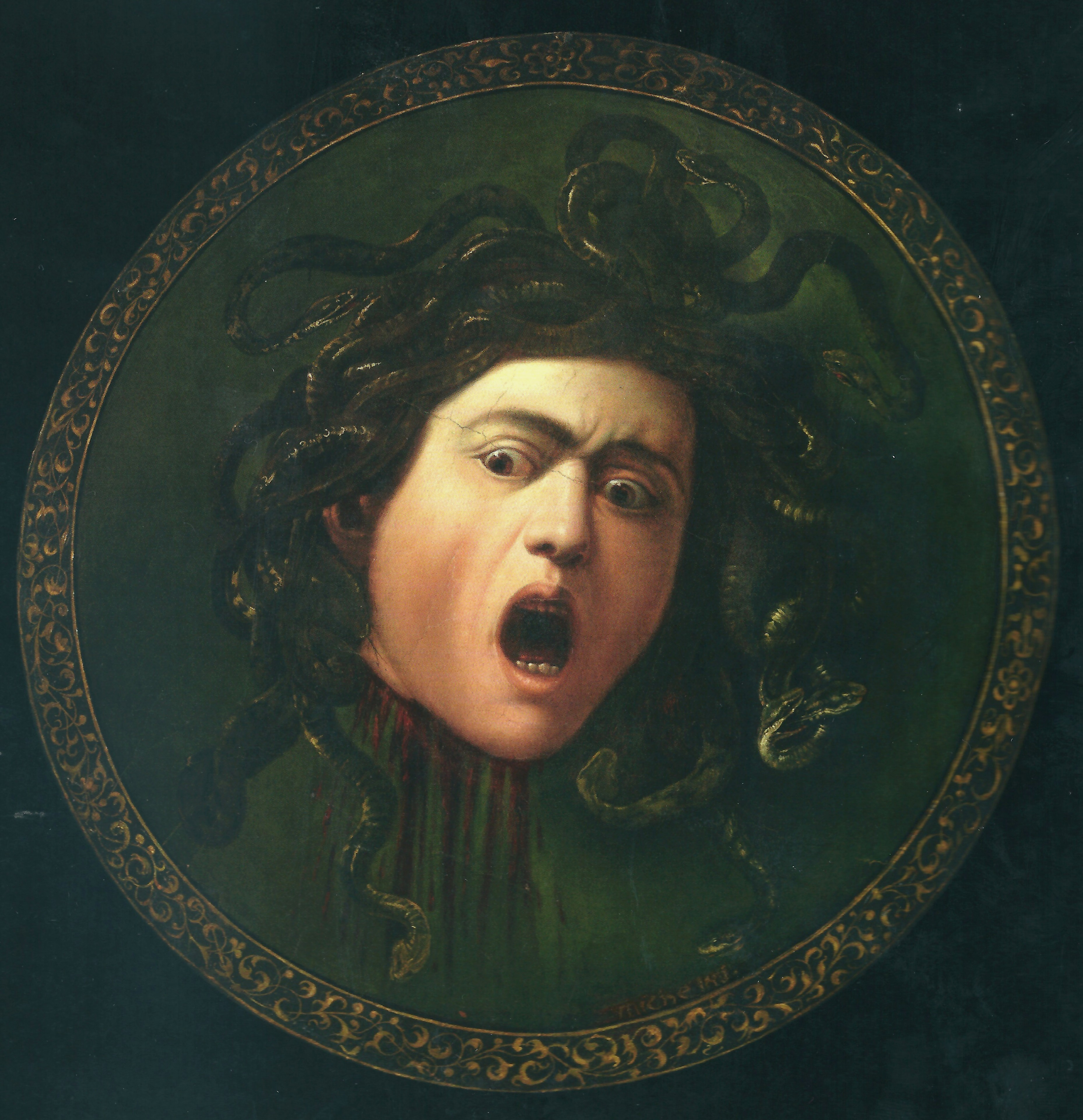
La première Méduse, dite Murtola (collection privée).
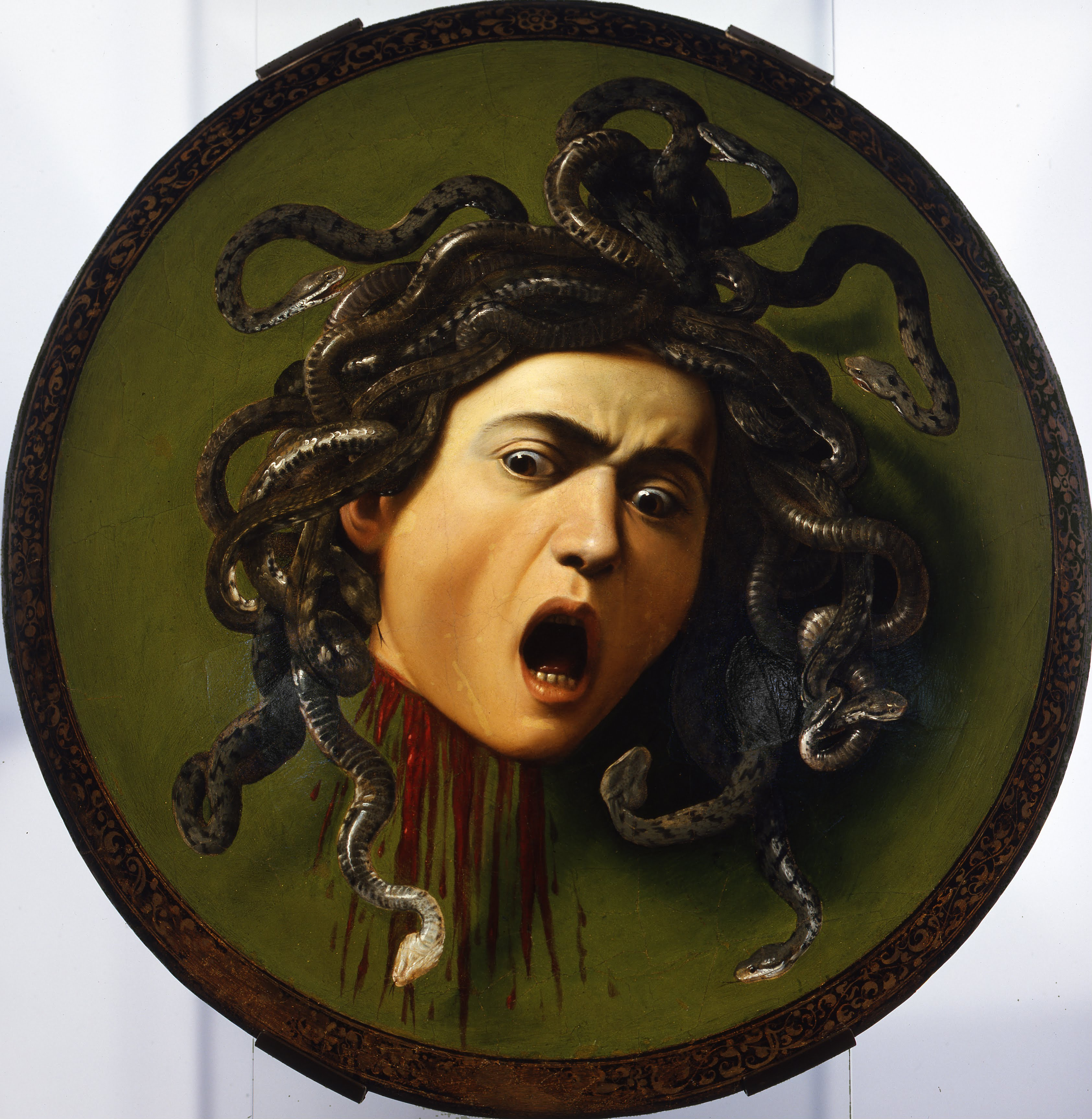
La seconde Méduse, conservée au musée des Offices de Florence.

### Version originale

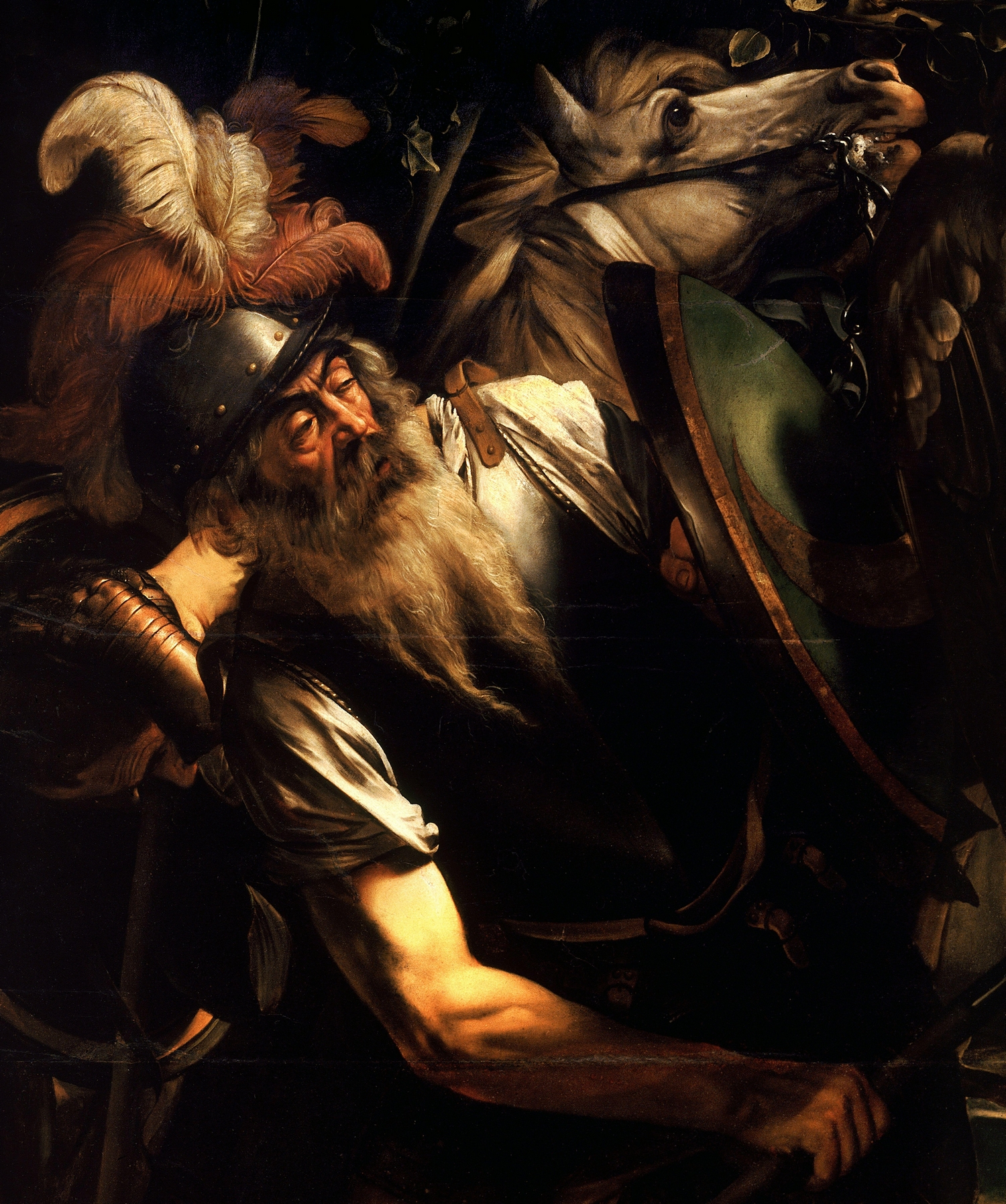
La Conversion de saint Paul de Caravage, première version (détail) : le bouclier arborant le croissant de lune des païens est du même type que celui de Méduse.

La version originale de cette œuvre, connue sous le nom de Méduse Murtola, apparaît sur le marché romain vers 1994. Elle n'est authentifiée qu'une dizaine d'années plus tard par des examens de laboratoire, qui prouvent l'antériorité de cette rondache sur celle des Offices (la Méduse Médicis). En effet, les analyses radiographiques et réflectographiques témoignent de nombreuses retouches, corrections et repentirs qui sont absents de l’œuvre florentine et attestent qu'il s'agit bien d'une première version,.
Elle aurait été peinte vers 1597, et appartient à une collection privée. Le bouclier, en bois de peuplier, présente un diamètre d'environ 48 cm (soit un rayon proche d'une palme romaine) ; sa circonférence est restée régulière, contrairement à celle de la rondache des Offices qui s'est ovalisée avec le temps. Une lisière d'1,7 cm, légèrement plus grande que celle de la seconde version, suit le rebord du bouclier. Ses deux faces sont revêtues de toile de lin couverte d'une préparation à base de craie et de calcite. Le revers était initialement doublé en velours rouge foncé, dont seuls quelques fragments restent encore visibles.
Caravage a signé en bas à droite : « Michel A.f. », c'est-à-dire « Michelangelo fecit. ». Cette signature, qui subit quelques retouches entre l'ébauche et la version finale, se situe en dessous des coulées du sang de Méduse : elle est ainsi d'autant plus semblable à une autre signature connue de Caravage, celle qui est formée par le sang de Jean-Baptiste dans sa Décollation. Maurizio Marini y voit un possible rapport de cause à effet avec l'importance de s'appeler Michel-Ange : saint Michel, bras armé de l’Église, est emblématique de la protection contre le diable ; et dans certaines iconographies, son bouclier délivre la lumière du soleil divin.
Le nom de Méduse Murtola est dû au poète Gaspare Murtola, auteur d'un madrigal édité en 1604, : il y décrit la Méduse qu'il voit sans doute à Rome en 1600, ou un peu plus tard, en compagnie d'autres œuvres de Caravage. Murtola ne peut pas faire référence à la version florentine, puisqu'il voit cette rondache à Rome au moins deux ans après l'expédition de celle destinée au grand-duc de Toscane : cela contribue à prouver que Caravage a bien réalisé deux versions distinctes de la même œuvre.
| Per lo scudo di Medusa. Pittura del medesimo Caravaggio. È questa di Medusa la chioma avvelenata. Di mille serpi armata ? Sì, sì: non vedi come Gli occhi ritorce e gira ? Fuggi lo sdegno, e l'ira Fuggi, ché se stupore agli occhi impetra, Ti cangerà anco in pietra.— Gaspare Murtola, Rime | Pour le bouclier de la Méduse, peinture du Caravage Celle-ci est la Méduse La chevelure empoisonnée Armée de mille serpents ? Oui, oui : ne vois-tu pas comment Les yeux elle tourne et retourne ? Fuis l'indignation et la colère ! Fuis, car si l'étonnement te pétrifie les yeux Elle te changera aussi en pierre. |

Le premier destinataire de ce premier bouclier est inconnu. L'expert Denis Mahon estime en 2002 qu'il doit s'agir d'une œuvre expérimentale, qui permet à Caravage de résoudre un certain nombre de difficultés techniques avant d'exécuter la version finale, celle destinée au grand-duc de Toscane et qui est conservée aux Offices. Mahon souligne d'ailleurs qu'il s'agit là de l'unique cas de « répétition » chez Caravage ; cette question est toutefois en évolution depuis les interventions de Keith Christiansen et de Denis Mahon à propos d'une réplique du Joueur de luth à Saint-Pétersbourg : l'hypothèse initiale de Longhi selon laquelle Caravage ne se répétait jamais semble donc quelque peu remise en cause.
Mina Gregori juge en revanche peu probable que cette première version soit un simple modèle d'essai, notamment à cause du travail très soigné de l'artisan qui réalise la structure en bois, mais aussi à cause de sa signature qui exclut que la peinture soit destinée à rester dans l'atelier. Elle penche donc plutôt pour un premier cadeau du cardinal Del Monte à un autre ami, qui précède l'offrande de Florence. Quant à Maurizio Marini, il voit au contraire dans cette signature un renvoi à l'identité du peintre, « dédicataire de l'avertissement moral » et premier destinataire de sa fonction apotropaïque, ce qui n'exclut donc pas que ce premier bouclier reste en possession de son auteur.

### Seconde version

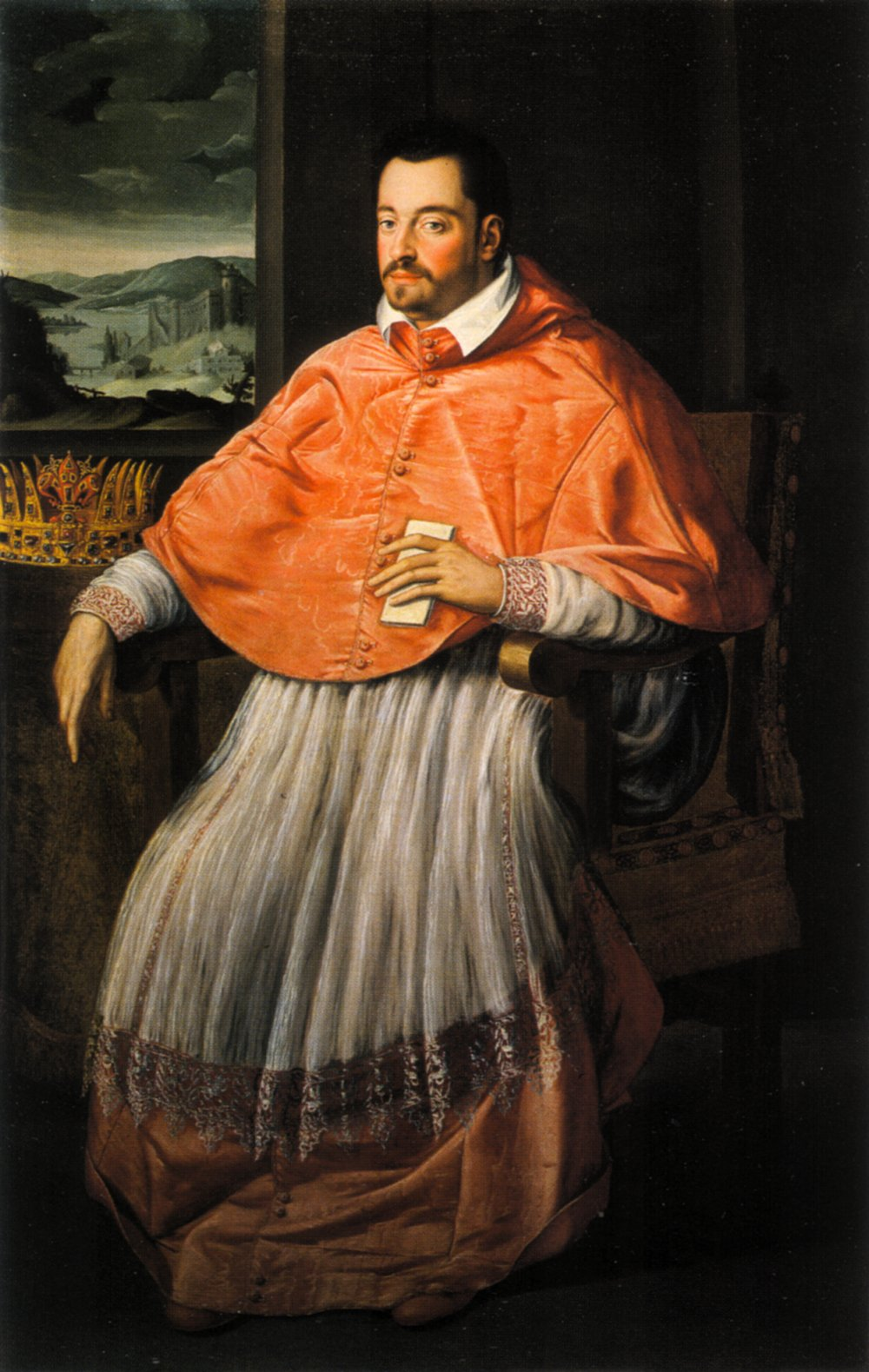
Le cardinal et grand-duc Ferdinand Ier de Médicis, à qui est offerte la seconde version de Méduse. Tableau anonyme, entourage d'Alessandro Allori, 1588 (musée des Offices).

La seconde version de l'œuvre, également de Caravage, est conservée au musée des Offices de Florence. Cette rondache est réalisée en 1597 ou plus probablement en 1598. Elle est commandée par le cardinal Del Monte et peinte sur un bouclier, pour compléter une armure de parade qu'il compte offrir au grand-duc de Toscane Ferdinand Ier de Médicis ; il est possible que Del Monte lui en fasse personnellement l'offrande lorsqu'il se rend à Florence en 1598, même s'il semble plus probable qu'il la lui fasse envoyer la même année, à son retour.
Mais quelle que soit la date exacte de réalisation et de livraison, il est établi que la Méduse est exposée par le grand-duc en 1601, à l'occasion d'une ambassade du roi de Perse, le shah Abbas Ier, à Florence : le bouclier joue alors le rôle d'un accessoire fixé au bras d'un mannequin en armure orientale richement décorée (offerte par le shah), installé sur un cheval de bois comme pour un tournoi. Cette position haute, prévue pour un homme à cheval, peut d'ailleurs expliquer que le regard de Méduse soit dirigé vers le bas. Le bouclier reste ainsi installé dans le musée d'armes des Médicis jusqu'à la dispersion de la collection en 1770, et n'est redécouvert qu'en 1908 aux Offices.
De même que pour Murtola et la première rondache, le poète Giambattista Marino (également connu sous le nom de « Cavalier Marin ») dédie des vers à la Méduse de Florence, mais en orientant ceux-ci vers les vertus morales et militaires de Ferdinand Ier. Ce texte est écrit entre 1602 et 1614, et souligne la forte tendance de l'époque à associer l'art visuel des peintres et celui des écrivains, dont le travail en épigrammes fait écho à la valeur symbolique des images, si prégnante chez Caravage. Marino y célèbre le pouvoir de l'artiste à tuer, à ressusciter, à « méduser » et à enchanter.
Or quai nemici fian, che freddi marmi

Non divengan repente

In mirando, Signor, nel vostro scudo

Quel fier Gorgone, e crudo,

Cui fanno orribilmente

Volumi viperini

Squallida pompa, e spaventosa ai crini?

Ma che? Poco fra l'armi

A voi fia d'uopo il formidabil mostro:

Ché la vera Medusa è il valor vostro,

.
— Giambattista Marino, La Galeria
Caravage emploie de la feuille d'or sur la bordure décorative en rinceaux, technique traditionnellement utilisée pour souligner certains détails. À l'origine, l'envers du bouclier est rembourré de velours, de satin de soie et de cuir dont il ne reste que des fragments. Le bouclier n'est plus tout à fait circulaire à cause d'altérations survenues au fil du temps : il mesure désormais 60 × 55 cm, ce qui permet d'estimer un diamètre initial proche d'un braccio florentin (58,36 cm). Comme, par ailleurs, le bois du bouclier est recouvert d'un enduit à la craie — technique commune dans la tradition picturale florentine — et non pas à la craie et calcite comme dans le bouclier Murtola, ce dernier pourrait avoir été fabriqué à Rome tandis que le second aurait appartenu à la collection des Médicis avant même l'intervention de Caravage.
L'effet de relief est saisissant, comme le souligne l'académicien Jean Clair : « un habile trompe-l'œil [fait] que la surface réelle du bouclier […] apparaît au regard du spectateur incurvée dans l'autre sens, donnant l'illusion d'une surface concave. »
Les analyses scientifiques conduites sur cette rondache montrent qu'elle est peinte sans hésitation : aucun dessin préparatoire ni ébauche picturale ne sont détectés sous l'image finale. C'est un des éléments qui confortent l'hypothèse d'une copie réalisée à partir de la Murtola. Cela pose en revanche la question de la technique employée pour retranscrire aussi fidèlement l'image d'un bouclier sur l'autre, car à la disposition sur une surface convexe s'ajoute le problème de la taille de cette surface, le second bouclier étant nettement plus grand que le premier. Le décalquage est a priori exclu, tout comme l'utilisation du compas à trois pointes ou de la projection optique en chambre noire ; reste l'hypothèse d'une transcription « à l’œil » et à main levée, mais qui serait particulièrement virtuose et expliquerait difficilement la correspondance quasi parfaite des deux images, ou bien celle d'une transcription sur une plaque de verre, suivie d'une projection de cette transcription grâce à une lanterne sur la surface du nouveau bouclier.

#### Restauration
La Méduse des Offices fait partie des œuvres endommagées par l'attentat de la Via dei Georgofili commandité par la mafia sicilienne en 1993, et la fin de sa restauration date de 2002. Cette restauration est effectuée par Stefano Scarpelli sous la direction de Caterina Caneva, et coûte 250 000 euros, dont 185 000 euros sont financés par le mécénat d'une société italienne de location de voitures, et 65 000 euros par les visiteurs du musée.

## Une œuvre complexe
Méduse, l'une des œuvres les plus connues et les plus intrigantes de Caravage, constitue selon certains commentateurs la clef de son œuvre — voire de sa personnalité. Au-delà des thèmes propres au mythe médusien, très en vogue au XVIe siècle, Caravage apporte dans son traitement du mythe certains éléments qui lui sont propres et renforcent, par leur dualité, la richesse mais aussi l’ambigüité du propos artistique. Méduse peut ainsi être considérée comme l’œuvre la plus chargée de significations et la plus représentative de sa période de jeunesse.

### Portrait ou autoportrait?

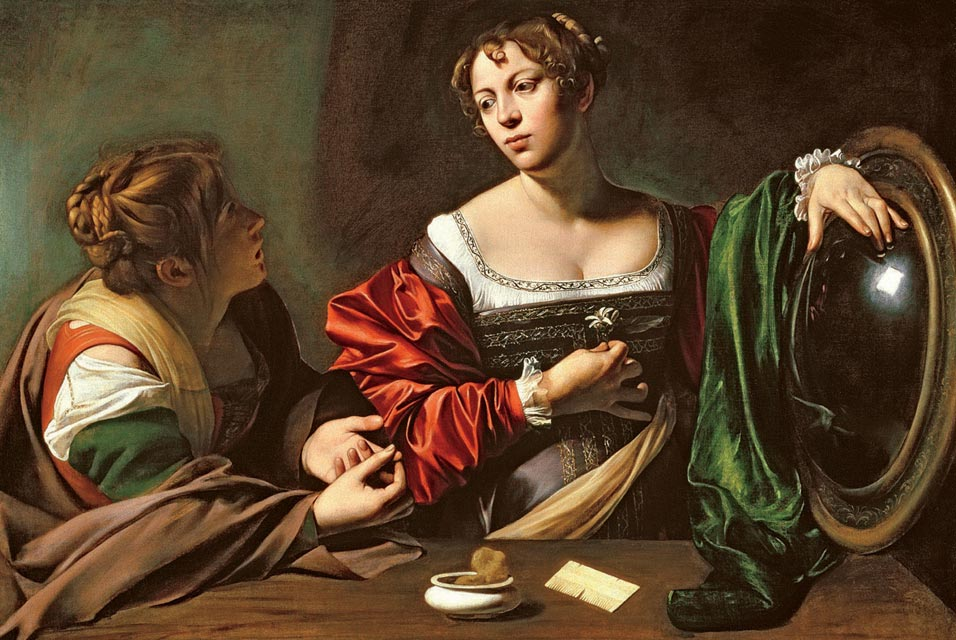
Un miroir convexe apparaît dans le tableau Marthe et Marie-Madeleine réalisé en 1597 (Detroit Institute of Arts).

Il est presque certain que Caravage utilise un miroir pour exprimer la force émotive du portrait, en s'inspirant de ses propres traits ; la présence attestée d'un miroir convexe dans l'inventaire de ses biens romains en 1605 (et que l'on voit mis en scène dans Marthe et Marie-Madeleine) permet de penser qu'il l'emploie pour obtenir l'image à transposer sur la surface bombée du bouclier. Il n'est pas évident pour autant, d'après Catherine Puglisi, que le résultat forme un autoportrait ; néanmoins, les travaux sur la Méduse Murtola relancent l'hypothèse de l'autoportrait, car les analyses radiographiques permettent de voir sous la peinture finale une esquisse très semblable à l'étude d'expression du Garçon mordu par un lézard, ainsi qu'aux traits du Bacchus malade. Qu'il s'agisse ou non d'un autoportrait, d'après Roberto Longhi c'est en tout cas le même modèle qui est employé pour Méduse et pour le Garçon mordu par un lézard.
Pour Bruno Trentini, Caravage se représente lui-même et met en scène sa mort en se posant également en « premier regardeur » de la tête de Méduse : il regarde le bouclier comme un miroir, s'y voit lui-même, se voit mort et peint sa figure en Héautontimorouménos baudelairien. Il est Persée et Méduse, bourreau et victime.
Louis Marin explore ce thème de la dualité, et souligne la façon dont Caravage détruit la distance entre modèle et copie : pour lui, la Méduse est l'illustration parfaite de sa capacité à « détruire la peinture » en tant qu'art de la représentation.

### Homme ou femme?
Le visage représenté n'offre pas les caractéristiques d'un visage féminin, et le qualificatif d'« androgyne » lui est souvent appliqué,. Méduse est pourtant, selon la description classique d'Hésiode, l'une des Gorgones, qui sont des femmes ; mais selon Hésiode toujours, Méduse est rendue particulièrement repoussante par la déesse Athéna (nez épaté, défenses de sanglier…) : Caravage évite donc de suivre ce descriptif pour offrir un traitement humain, dans les traits de Méduse comme dans son expression. Toutefois, le mélange de traits féminins et masculins peut faire écho à la vision antique de Méduse, souvent représentée alors avec barbe et pilosité, même si les interprétations post-Renaissance ne reprennent plus cette approche.

### Réalisme caravagesque, visées scientifiques

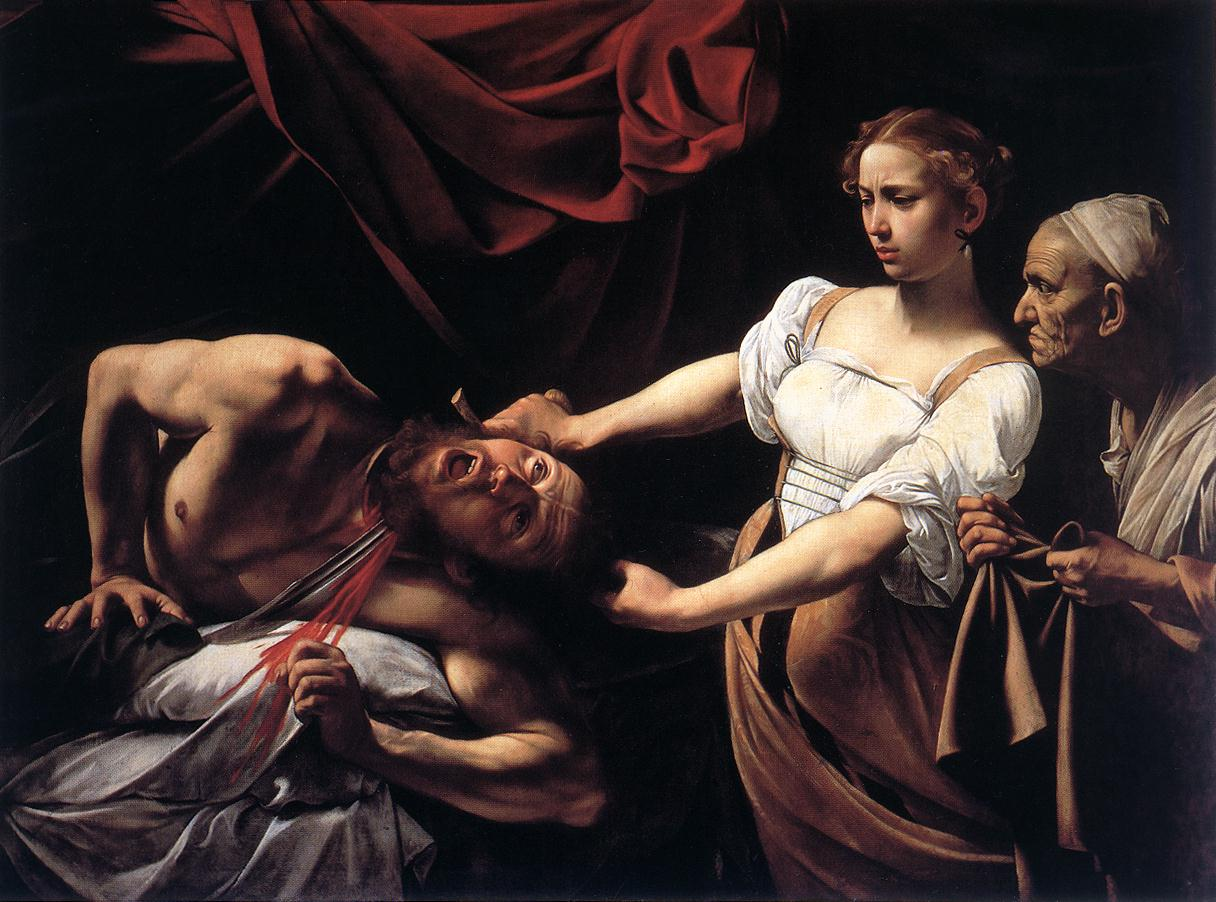
Caravage représente une autre scène sanglante de décapitation dans Judith et Holopherne, un tableau contemporain des deux Méduses (v. 1598). (Galerie nationale d'art ancien de Rome).

Comme en témoignent les textes des poètes (Murtola, Marino) qui traitent des deux versions de Méduse, la peinture de Caravage frappe ses contemporains par son réalisme et sa manière nouvelle de représenter la nature. Son premier biographe, Bellori, écrit d'ailleurs qu'il « se délectait plus d'imiter les choses que de célébrer leur beauté » : cette représentation d'une mort violente constitue le premier exemple d'une série d'exécutions particulièrement réalistes et sanglantes (Goliath, Holopherne, saint Jean-Baptiste), sous la forme de décapitations qui témoignent de la fascination du peintre pour le mythe de Persée. Pour Longhi, le mythe est « retrouvé dans sa racine naturaliste » à travers une interprétation certes « un tant soit peu littérale » (il évoque même une certaine « ingénuité littérale » que Caravage corrige par la suite, notamment dans L'Amour victorieux) mais Longhi qualifie néanmoins cette interprétation de « profonde et novatrice ».
Au-delà du mythe, et à la suite de Persée cherchant dans la science un guide sûr pour sa main, il est probable que Caravage cherche à relever un défi scientifique dans cette exécution expérimentale d'une peinture réaliste sur la surface convexe d'un bouclier, pour parvenir à un effet de tête flottant dans un espace vide en trois dimensions. L'influence de son protecteur, le cardinal Del Monte, est très vraisemblable dans cette approche scientifique. Par ailleurs, son influence joue sans doute, à travers l'alchimie, dans le traitement même du thème mythologique de Méduse. En 1597, le cardinal demande déjà à Caravage de représenter à fresque les figures de Zeus, Hadès et Poséidon au plafond de son cabinet d'alchimie : il s'agit alors de personnifier les éléments. Le tableau de la Méduse, peint à la même époque, pourrait fort bien appartenir aux mêmes thèmes iconographiques : la décapitation est alors à interpréter comme le symbole alchimique de la purification de la matière première vers la force spirituelle, Athéna/Minerve et Persée jouant alors leurs rôles d'alchimistes. L'universitaire Filippo Camerota développe cette idée et rappelle que divers ouvrages établissent explicitement ce lien entre le mythe médusien et son interprétation alchimique, comme l’Iconologie de Cesare Ripa qui, en 1593, désigne le « Bouclier avec la tête de Méduse peinte en son milieu » comme un attribut allégorique de la Raison et de la Sagesse.